# Asa

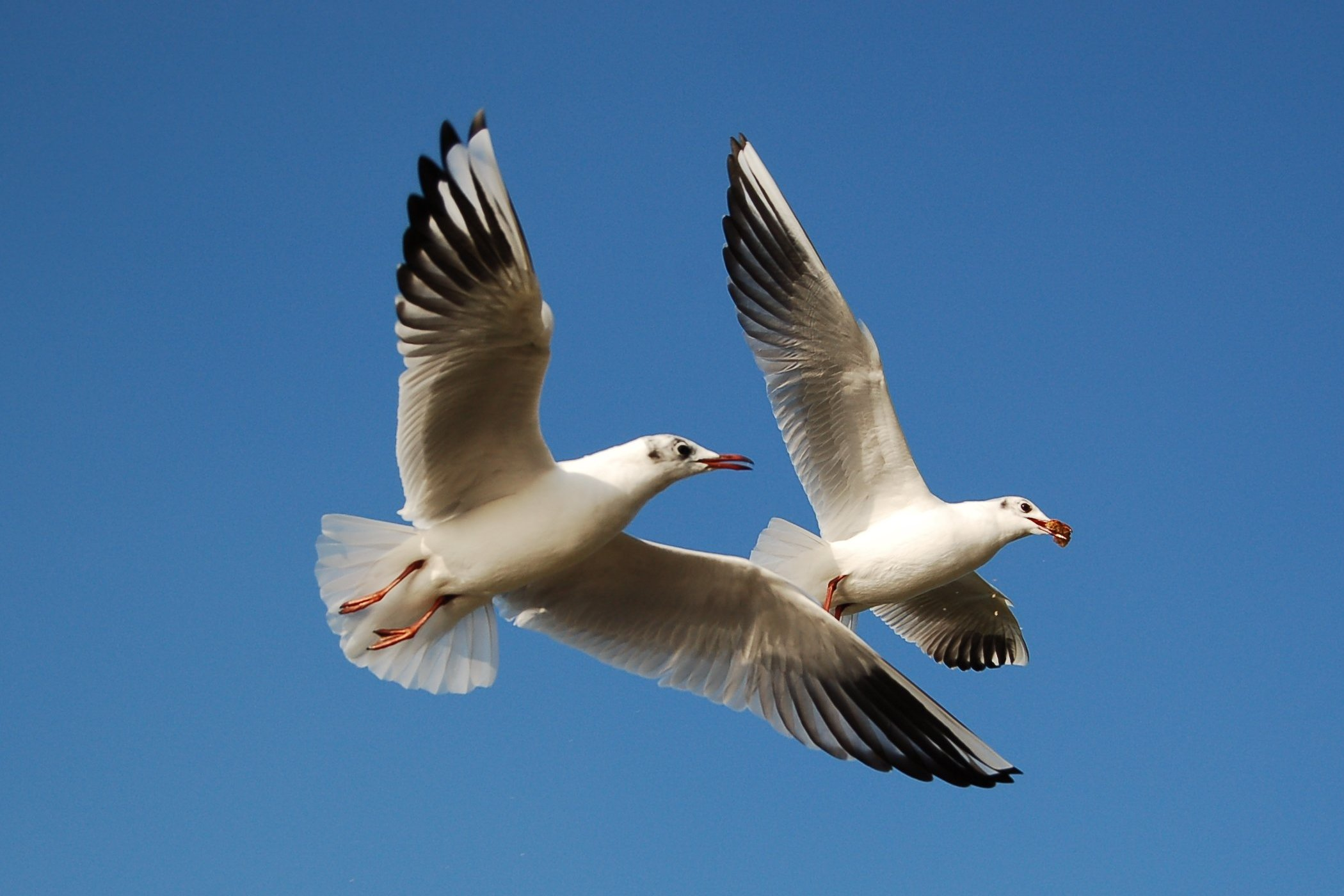
Guinchos-comuns (Larus ridibundus) utilizando suas asas para voar num parque de Londres.

Em zoologia, uma asa (do termo latino ansa, "asa de vaso") é um membro ou apêndice de um animal, morfologicamente adaptado para o voo independente. Esta definição exclui as estruturas anatómicas que permitem o voo deslizante, presentes, por exemplo, os esquilos-voadores. Também são chamadas "asas" as estruturas que auxiliam a locomoção terrestre ou aquática, como as asas das galinhas, avestruzes e pinguins e as nadadeiras peitorais de certos peixes. As asas aparecem em grupos distintos de animais, não devido à existência de um antepassado comum, mas como exemplo do fenómeno de convergência evolutiva em resposta a pressões ecológicas favoráveis à capacidade de voo. As asas surgiram pelo menos quatro vezes na história geológica, nos insectos, aves, morcegos, e extintos pterossauros; a natureza do registo fóssil não permite afirmar com toda a certeza que não houve na Terra outros grupos de animais com asas. Em todos os casos, o aparecimento de asas deu origem a radiações adaptativas e aumento da biodiversidade. Os animais alados são geralmente dominantes em número de espécies dentro dos respectivos grupos: os insectos são o maior grupo de animais da Terra; as aves detêm a segunda maior percentagem de espécies de vertebrados e os morcegos são a segunda maior ordem de mamíferos.
Na evolução das aves, uma das adaptações mais relevantes relacionadas ao voo desses animais é a aerodinâmica corpórea, principalmente a transformação dos membros anteriores em asas recobertas por penas, queratinizadas, com arquitetura leve e intricada.
Mesmo sendo descendentes de ancestrais voadores, nem todas as espécies conseguiram ganhar o céu.
A exemplo dos pinguins, as asas reduzidas em formato de remo auxiliam a natação. Outras com hábitos terrícolas, como ema e avestruz, compensam as asas atrofiadas, possuindo membros posteriores desenvolvidos e adaptados para a corrida.
A versatilidade dos pés facilita, além da agilidade, locomoção, destreza e sustentação na captura das presas, direção e propulsão natatória nas espécies aquáticas, com membrana natatória entre os dedos, bem como o equilíbrio para os animais arborícolas, que se agarram aos apêndices arbóreos.
O processo evolutivo das aves irradiou diversas características que permitem, a elas, desfrutarem, abertamente ou com restrições, os mais distintos ambientes do planeta: terra, ar e água.
O desenvolvimento dos tipos funcionais de penas (rémiges, tetrizes e retrizes), ossos pneumáticos menos densos, ausência de bexiga urinária e excreção de ácido úrico, presença de quilha (osso externo peitoral) onde se fixa a musculatura que movimenta as asas, sistemas de sacos aéreos, diminuição do crânio e do número de vértebras e postura de ovos, são transformações anatômicas e orgânicas preponderantes na conquista desses ambientes.

## Sinônimos poéticos
Poeticamente, a asa também é chamada de ala e ansa.

## Pterossauros

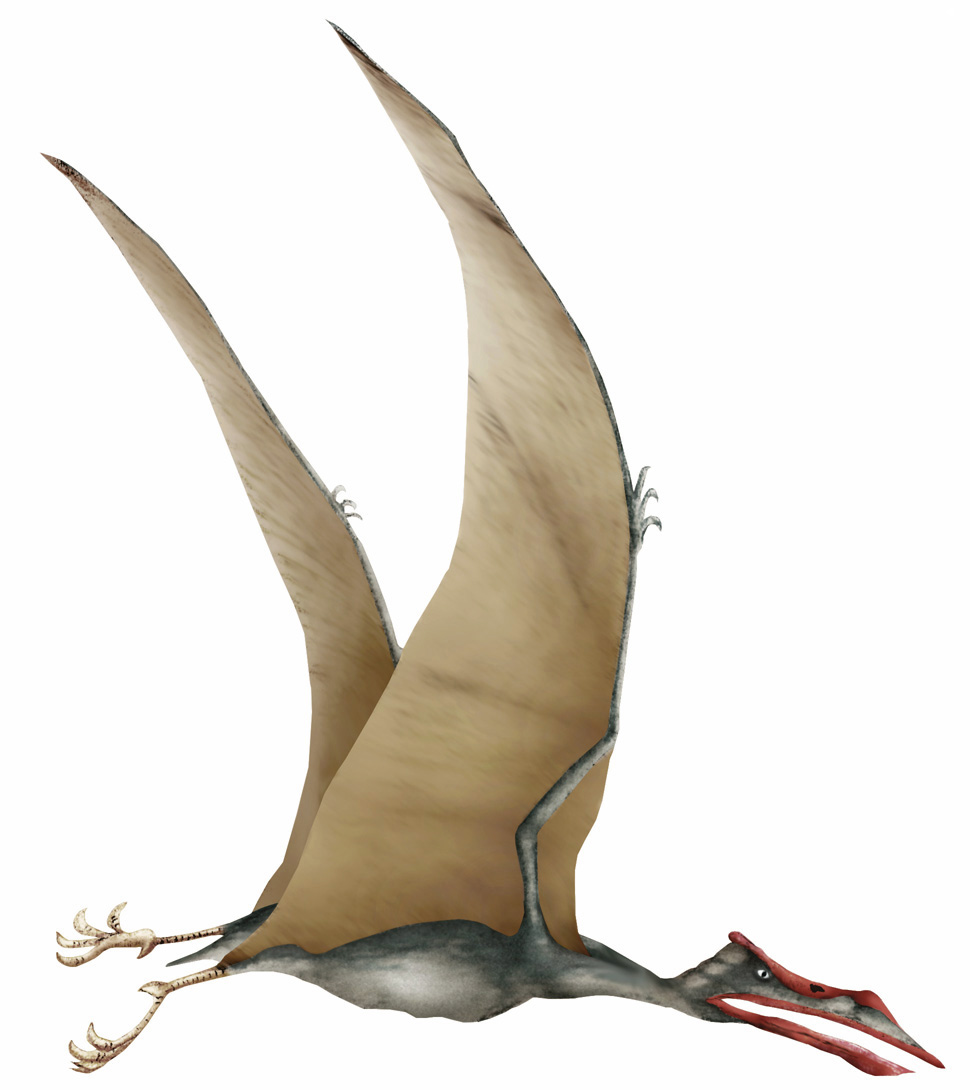
Um Quetzalcoatlus: a asa é sustentada apenas pelo quarto dedo.

Os pterossauros foram répteis alados do Mesozoico, que desapareceram na extinção K-T juntamente com os dinossauros, e os primeiros vertebrados a desenvolver asas. O grupo surgiu no Triássico, há cerca de 225 milhões de anos, e depressa se diversificou em numerosas espécies, que iam desde pequenas dimensões, comparáveis com as aves actuais, até aos 12 metros de envergadura do Quetzalcoatlus.
Ao contrário dos insectos, as asas dos pterossauros desenvolveram-se a partir de membros anteriores preexistentes e adaptados para a locomoção terrestre. Assim, tal como os restantes répteis, os pterossauros tinham uma estrutura anatómica familiar, composta por braço, antebraço e patas com quatro dedos. As suas asas eram constituídas por uma membrana de pele suportada pelo quarto dedo do animal e unida à parte lateral do corpo do pterossauro. De acordo com a envergadura de cada espécie, este quarto dedo encontrava-se alongado de modo a acomodar toda a extensão da asa, atingido, por vezes, dimensões muito elevadas. Uma característica particular do grupo, desenvolvida para permitir e facilitar o voo, é a presença de um osso adicional, o pteroide, localizado no pulso. O pteroide permitia o suporte da membrana da asa na zona entre o pulso e o ombro do animal. Outras adaptações para o voo incluíam ossos ocos, para diminuir o peso total do animal, e uma espécie de quilha na zona do esterno, onde se fixavam os músculos dos braços convertidos em asas.
Tal como no grupo das aves, os pterossauros tinham formatos de asa muito variáveis, especialmente adaptados ao seu nicho ecológico. Assim, foram encontrados registos fósseis muito diversos, com asas longas e pontiagudas, que, presume-se, permitiam um voo rápido e ágil, com asas mais largas que favoreciam o voo planado, e todos os formatos intermédios.

## Aves

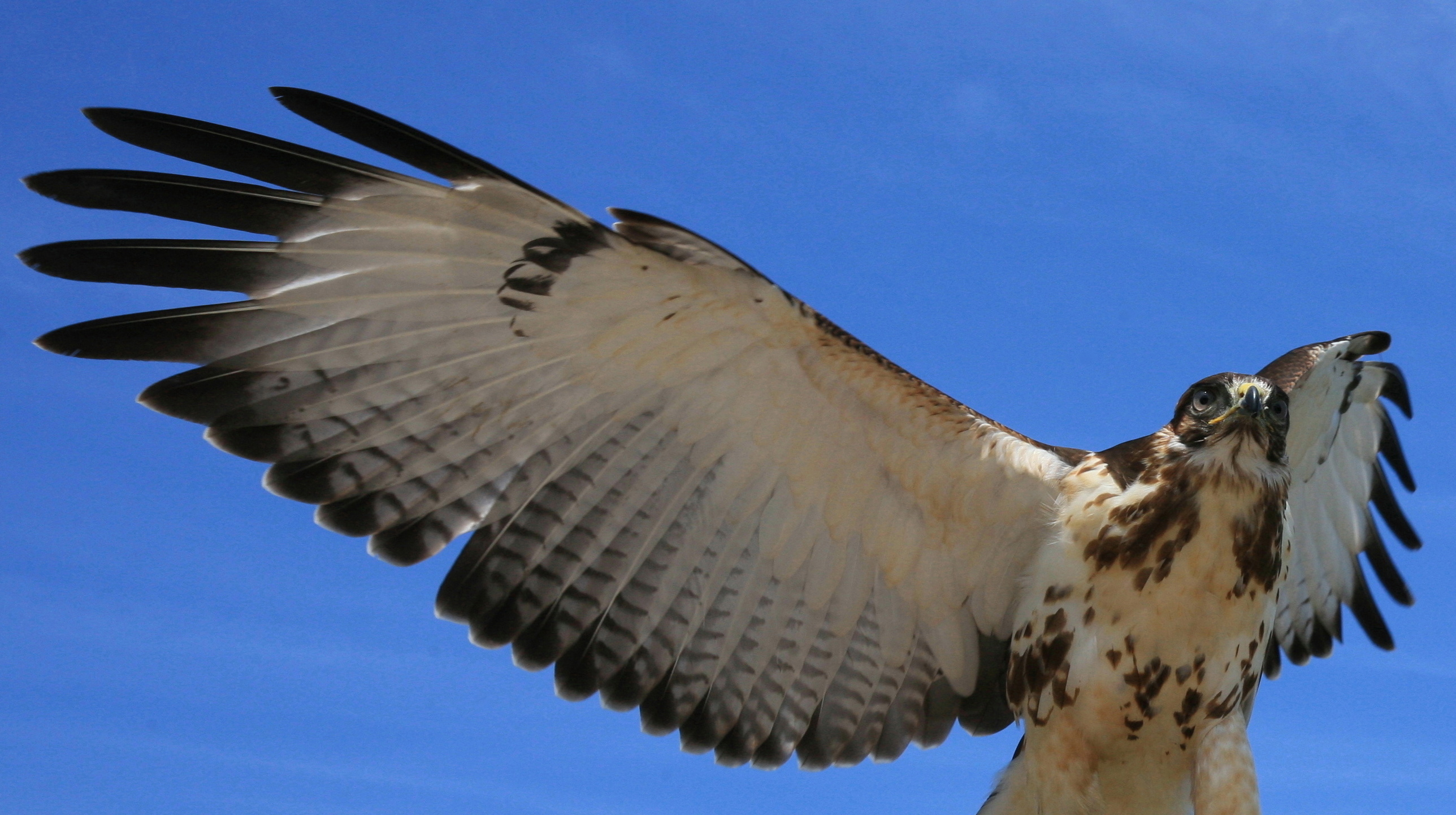
Aquila spinogaster, com as rémiges primárias em destaque.

Hoje em dia, a capacidade de voo animal é geralmente associada ao grupo das aves, onde as asas são omnipresentes, mesmo nos exemplos em que evoluíram para outras funções. As aves, enquanto grupo, surgiram há cerca de 150 milhões de anos, no Jurássico, a partir de um ancestral reptiliano pertencente ao grupo dos dinossauros. O elo geralmente aceite entre réptil e ave é o Archaeopteryx, que partilha características dos dois grupos, incluindo dentes e cauda de réptil e asas e penas de ave. A presença de asas e a capacidade de voo permitiu às aves ocuparem todos os ambientes naturais da Terra e tornarem-se no grupo de vertebrados mais bem sucedido da actualidade, com cerca de 8 600 espécies descritas.
As asas de uma ave são constituídas por membros anteriores modificados e permitem o voo através da sua cobertura de penas, que possibilitam sustentação e conferem um formato aerodinâmico. Sem penas, a asa apresenta um formato em "V" aberto. A zona anterior, junto do corpo, é constituída pelos ossos do braço e concentra os músculos de voo. A segunda parte da asa é apoiada pelos ossos do pulso e pela fusão dos ossos dos dedos. O polegar permanece livre e está ligeiramente destacado no vértice da asa, uma zona a que se dá o nome de álula. Ao contrário dos pterossauros, que não possuíam revestimento corporal, uma ave depenada é incapaz de voar. As penas de uma ave são bastante especializadas em diversas funções. As penas de voo são designadas como rémiges primárias, secundárias e terciárias, em número variável consoante a espécie, caracterizadas pela rigidez e fixas aos principais ossos da asa. As penas de cobertura, as tetrizes, mais macias, estão adaptadas de forma a favorecer o aerodinamismo.
As aves evoluíram tipos de asa muito diversos, conforme o tipo de voo mais favorável ao ambiente que cada espécie habita. Um dos factores considerados para a relação entre asa e voo é o quociente de aspecto, a razão entre o comprimento e a largura média da asa. Asas com quociente de aspecto elevado e achatadas facilitam o voo deslizante que pode ser sustentado por largos períodos de tempo. Esta adaptação é particularmente útil a aves marinhas de hábitos pelágicos, como os albatrozes e gaivotas. Se para além de um quociente de aspecto elevado a asa estiver ligeiramente inclinada para trás, permite um voo muito rápido e ágil. Os andorinhões são o melhor exemplo deste tipo de asa, tão eficiente que nunca pousam a não ser para nidificar. Por outro lado, um quociente de aspecto baixo, presente, por exemplo, na maioria dos Galliformes, possibilita um descolamento rápido, essencial para a fuga de predadores. Se associado a uma envergadura elevada, o quociente de aspecto baixo implica uma área de asa muito elevada, ideal para aves como os condores, abutres e águias, que realizam voos planados aproveitando correntes térmicas.
Com o aumento de biodiversidade e especiação, alguns grupos de aves adaptaram-se a ambientes onde o voo não é essencial. Como resposta, as asas foram modificadas para outras funções ou perderam a capacidade de permitir o voo, atrofiando. O exemplo mais drástico do fenómeno de reconversão de asas para outras funções é o grupo dos pinguins, onde as asas se transformaram em barbatanas fundamentais para a locomoção em meio aquático. O cormorão-das-galápagos evoluiu no mesmo sentido de forma independente. Em populações que colonizaram ambientes isolados livres de predadores, como ilhas oceânicas, o rumo evolutivo de muitas espécies foi o atrofio dos músculos de voo, o desaparecimento das rémiges e, por consequência, a diminuição das asas para dimensões vestigiais (exemplo: dodô). A família Rallidae reúne o maior número de exemplos de espécies que se tornaram não voadoras, ou ápteras, uma adaptação que se revelou trágica com o início da interferência do Homem no meio ambiente. O maior número de extinções de aves regista-se, precisamente, em grupos que perderam as asas. As aves da ordem Struthioniformes, como as avestruzes e casuares têm asas diminutas, sem nenhuma função aparente, mas compensaram a perda de voo com o desenvolvimento de patas altas e fortes capazes de locomoção terrestre eficaz.

## Morcegos

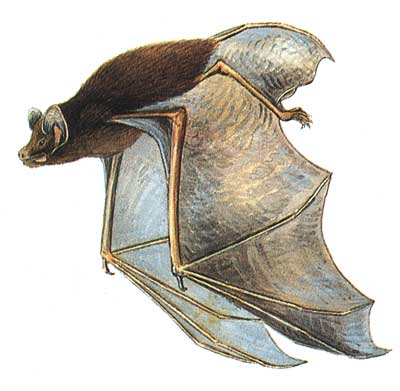
Um morcego (Chalinolobus gouldii) em voo: a asa é sustentada por quatro dos seus cinco dedos.

Os morcegos são mamíferos alados classificados na ordem Chiroptera (do grego mão + asa), que surgiram na Terra há cerca de 55 milhões de anos, no Paleocénico. São os únicos mamíferos capazes de voar de forma independente.
As asas dos morcegos evoluíram a partir dos membros anteriores, originalmente desenvolvidos para a locomoção terrestre e semelhantes aos dos restantes mamíferos. A sua estrutura óssea é composta de braço, antebraço, ossos do pulso, ossos da mão e cinco dedos, tal como no ser humano. A asa propriamente dita é uma membrana dupla, designada patagium, composta por tecidos dérmicos, vasos sanguíneos, fibras de elastina e musculares. O patagium é muito fino e resistente. Ao contrário dos pterossauros, onde a asa está assente em apenas um dedo (o quarto), nos morcegos todos os dedos desempenham o papel de suporte do patagium, sendo pois bastante alongados. A excepção é o polegar, que permanece livre na zona do pulso e pode ter funções de fixação, a troncos de árvore, por exemplo. Como no ser humano, os morcegos têm capacidade de movimentar cada dedo independentemente, o que confere uma enorme flexibilidade de movimentos às suas asas. Movendo os dedos, estes animais podem mudar o quociente de aspecto da sua asa e, assim, adaptar-se de forma imediata às necessidades do quotidiano.